# Боровичиха
Боровичиха — деревня в Верховажском районе Вологодской области.
Входит в состав Верховского сельского поселения, с точки зрения административно-территориального деления — в Верховский сельсовет.
Расстояние по автодороге до районного центра Верховажья — 34 км, до центра муниципального образования Сметанино — 12 км. Ближайшие населённые пункты — Киселево, Сметанино, Матвеевская.
По переписи 2002 года население — 8 человек.